# ワイヤーブラシ

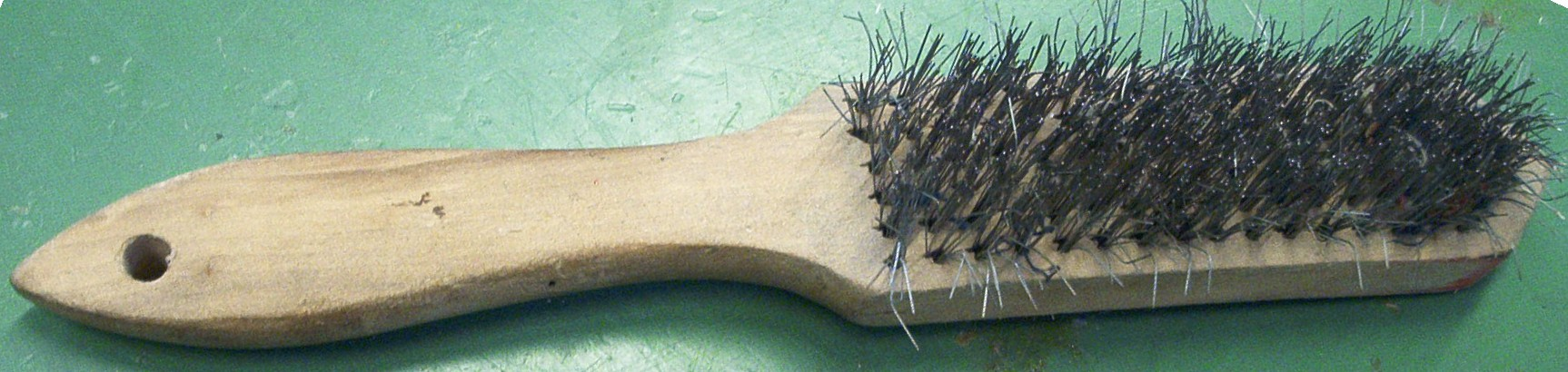
ワイヤーブラシ

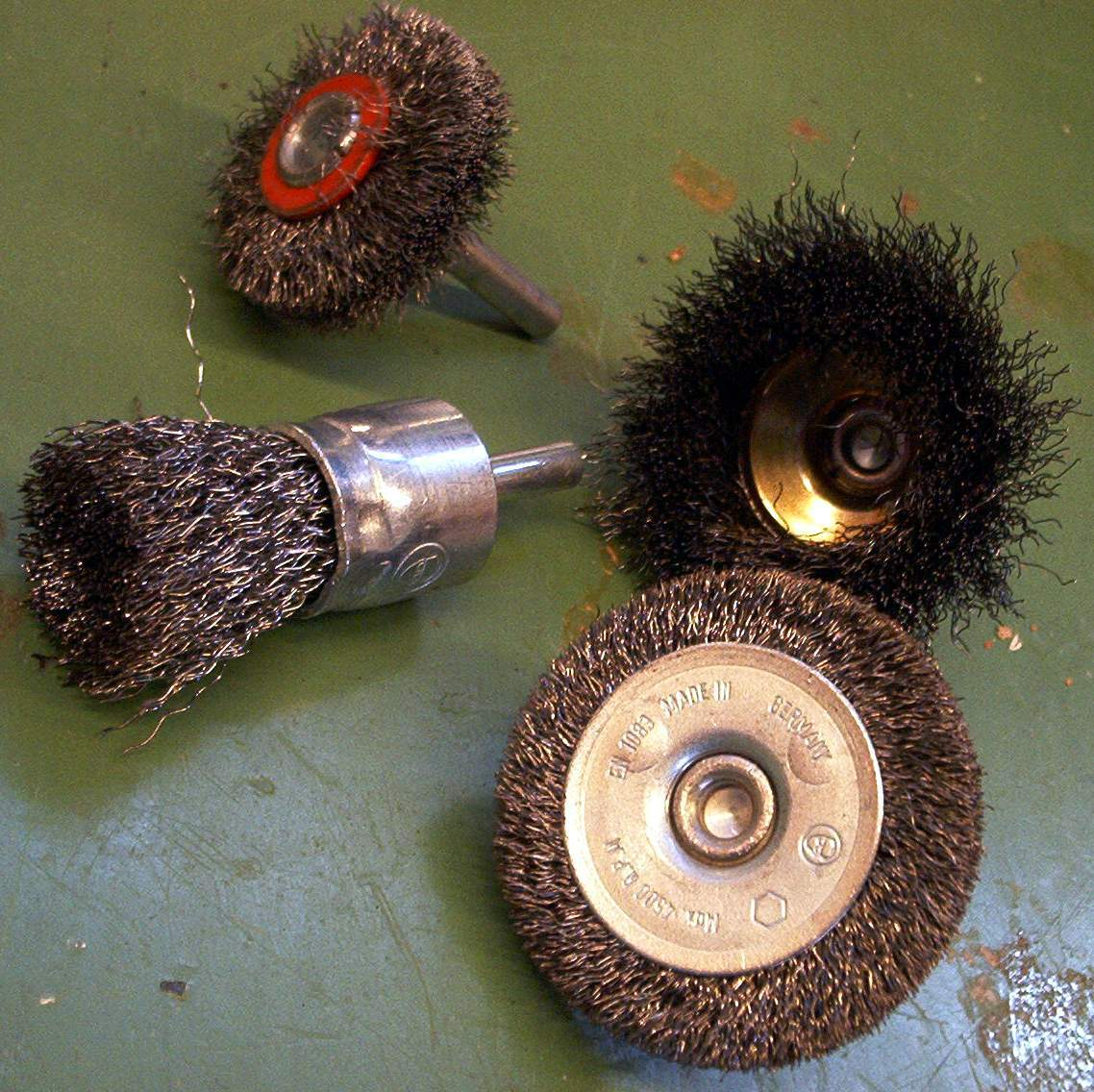
電動工具用ワイヤーブラシ

ワイヤーブラシ（英: Wire Brush）とは金属で作られたブラシで、針金ブラシやワイヤブラシともいう。
金属のサビ落としや塗装はがしなどの研磨作業に使う。ブラシの材質には色々あるが、一般に真鍮・鉄線・ステンレス製である。他にナイロンなどの樹脂ブラシもある。柄の材質にも木製・金属製・樹脂製などがある。主な用途は、金属のサビ落としや塗装はがし、機械設備の固着した汚れ落としなどに使われる。

## 形態・用途
ワイヤーブラシは、固まった油やさびの除去、汚れたボルトのねじ山の掃除、やすりの歯をみがき、金属から古いペンキを削り落とすための工具である。ハンダ付けや溶接に先立って金属から汚れや酸化被膜を落とすのに使うこともできる。レンガから煤とほこりを落すことも、汚れて黒くなった（金属製）台所用品にも使用できる。しかし、木材を滑らかにするために使うものではない。紙やすりのようにはいかず、使えば深い傷がつく。
ワイヤーブラシにはいろいろな長さと形がある。アメリカでは、しばしばウエルダーブラシ (welder's brushes) とかスクラッチブラシ (scratch brushes) とも呼ばれる。
ブラシの先が隙間のないしっかりしたワイヤー面となるよう、良いものは3列の弾力のある鋼のワイヤの房を一緒に密接にセットしてある。このように作られたすべての房はその隣の房を支え合い、曲がり込まない。端部で上にカーブ（オフセット）するハンドルは、まっすぐなタイプより指を擦り剥く心配が少ない。一部のモデルは柄の反対の端にスクレーパーを備えているが、取り回しに難がある。
ワイヤーブラシは片手工具のように見えるが、両手で持つことにより、かんなやヤスリと同様に押し付ける力と動きがより良く制御できる。そして、万力やクランプでしっかりと対象物（ワーク）を固定することは、重要である。操作は、穏やかな一定の圧力にブラシの底を保って鋸のように前後に動かす。作業時に力いっぱいに押し付けると、ブラシの毛が広がり、多くのワイヤーはモジャモジャの不揃いに曲がるので、注意が必要である。使用中は、どんな集積も取り除くためにベンチなどの上でブラシをたたくと良い。
電動工具用のワイヤーブラシもあり、電気ドリルやグラインダーに取り付けて使用する。
ステンレス製のワイヤーブラシは研削力が高く、鉄のサビ落としに使用すると錆だけでなく鉄も削ってしまうので、ある程度汚れが落ちたら仕上げには真鍮製のワイヤーブラシを使用するのが良い。